# Passo d'addio (romanzo)
Passo d'addio è un romanzo di Giovanni Arpino del 1986, in cui lo scrittore affronta il tema dell'eutanasia e che molti vedono come una sorta di testamento spirituale dell'autore che morirà infatti l'anno dopo di cancro.

## Trama
Il romanzo è suddiviso in undici capitoli.
Giovanni Bertola è un ottantacinquenne ex professore di logica matematica; malato, è soggetto a frequenti mancamenti. Vive da molti anni in una camera in affitto presso le gemelle Mimì e Violetta Rubino, melomani, di una ventina d'anni più giovani di lui. Ogni domenica riceve la visita di Carlo Meroni, suo ex allievo e ora a sua volta professore di logica matematica. Giocano a scacchi, gioco in cui Bertola perde sempre, e discorrono di filosofia. Bertola e le sorelle Rubino esortano scherzosamente Meroni a cercarsi una fidanzata, Bertola lo invita a essere meno serio e godersi di più la vita.
Meroni ama cenare alla trattoria di Nino Zaza, pizzaiolo-filosofo con cui si intrattiene parlando del decadimento dei costumi. Meroni ha un pensiero che lo assilla: ha promesso al professore di ucciderlo durante uno dei suoi mancamenti; a questo scopo ha persino nascosto una siringa nella scatola degli scacchi, con la quale dovrebbe procurargli un embolo. Non lo vuole fare, ma teme che il Bertola, che desidera morire prima di perdere le facoltà mentali, tenti il suicidio.
Secondo le Rubino, Bertola è ancora una roccia, ma non sa accontentarsi e si vede sempre più debole e incapace. Le Rubino, che sanno del patto col Meroni, e difendono il giovane quando Bertola parla male di lui per non avere ancora attuato il loro progetto, accudiscono l'anziano professore cercando di non dargli occasione di tentare il suicidio: chiudono a chiave, per esempio, la cucina per tenerlo lontano dal gas.
Presso le Rubino arriva una nuova inquilina, sfrattata dalla precedente abitazione: si tratta di Ginetta, giovane ragioniera non ancora trentenne nipote delle Rubino, ultima parente loro rimasta. Le gemelle la giudicano di cattivi costumi e hanno verso di lei un certo risentimento, perché la ragazza non veniva mai a far loro visita. Il professore, al contrario, trova Ginetta interessante e progetta di farla conoscere a Meroni.
Una domenica, dopo il pranzo dalle Rubino, Ginetta e Meroni vanno in giro per la città. Sono diversi in tutto: Meroni ama la musica classica di cui Ginetta non conosce nulla, lui si esprime in modo ricercato mentre la ragazza parla in modo sboccato e colorito. Ginetta però si fa invitare a casa di lui, dove copulano prima che lei torni a dormire dalle Rubino. Ginetta tiene viva la relazione cercando ancora Meroni, finché lui trova il modo di raccontarle del patto col professore.
Una sera, a cena nella trattoria di Zaza, Ginetta e Meroni vengono raggiunti da una telefonata di Mimì Rubino: da qualche ora il professore è scomparso. I due, con Zaza e Mimì, vagano tutta la notte tra stazioni, ospedali, questura, senza riuscire ad avere notizie del Bertola. Solo al mattino Zaza apprende da un fornaio che un vecchio elegante è stato rintracciato seduto a terra nei pressi dei mercati generali, e poi ospitato dal fornaio stesso. È proprio Bertola, che viene riportato a casa; il professore però è stremato: non riesce più a parlare, e lo si deve imboccare per farlo mangiare.
Durante le ricerche Meroni si è chiesto se per lui sarebbe stato meglio ritrovare Bertola morto, perché teme di sentirsi in dovere di mantenere la promessa fatta al vecchio professore. Quando lo rivede ha paura a guardarlo negli occhi, perché sa che verrebbe ricambiato con uno sguardo di accusa. 
Il professore ritrova un barlume di vitalità quando viene accudito da Ginetta: approfittando di un momento in cui rimane solo con la giovane, le dice di essere cosciente e chiama gli altri pappemolle e traditori. Poi giunge a mettersi un cuscino sul basso ventre e chiede a Ginetta di sedersi sopra: lei prima esita, poi fa come Bertola le ha chiesto e se ne va solo quando è sicura che il vecchio si è addormentato, provando un tumulto di colpa, pietà e vittoria.
Meroni continua a far visita al Bertola, sempre muto e inerte, e nei suoi pensieri c'è sempre la siringa, con cui dovrebbe uccidere il professore; il nervosismo lo porta anche a litigare con Ginetta.
Ma è proprio Ginetta che trova il coraggio per dare una svolta alla situazione: caccia via tutti dalla camera del malato e gli fa bere una poltiglia fatta con dei sonniferi. Ha la sensazione che il professore acconsenta con un debole sì e persino che riesca a stringerle le mani mentre lei è assopita accanto al letto. Quando è certa che sia morto, esce apostrofando gli altri: «Tocca a voi adesso, brava gente». Il medico attribuisce la morte ad un collasso.
Ginetta non partecipa al funerale. Meroni la cerca nella banca dove lavora, lei dice che forse si rivedranno ma senza impegni («solo per una stropicciata»). Meroni si sente solo e pensa che invidierà per sempre Bertola, che è morto tra le braccia della ragazza.

## Edizioni
- Giovanni Arpino, Passo d'addio, Einaudi, 1986,  pp. 157, ISBN 88-06-59360-9.